# Carla Cico

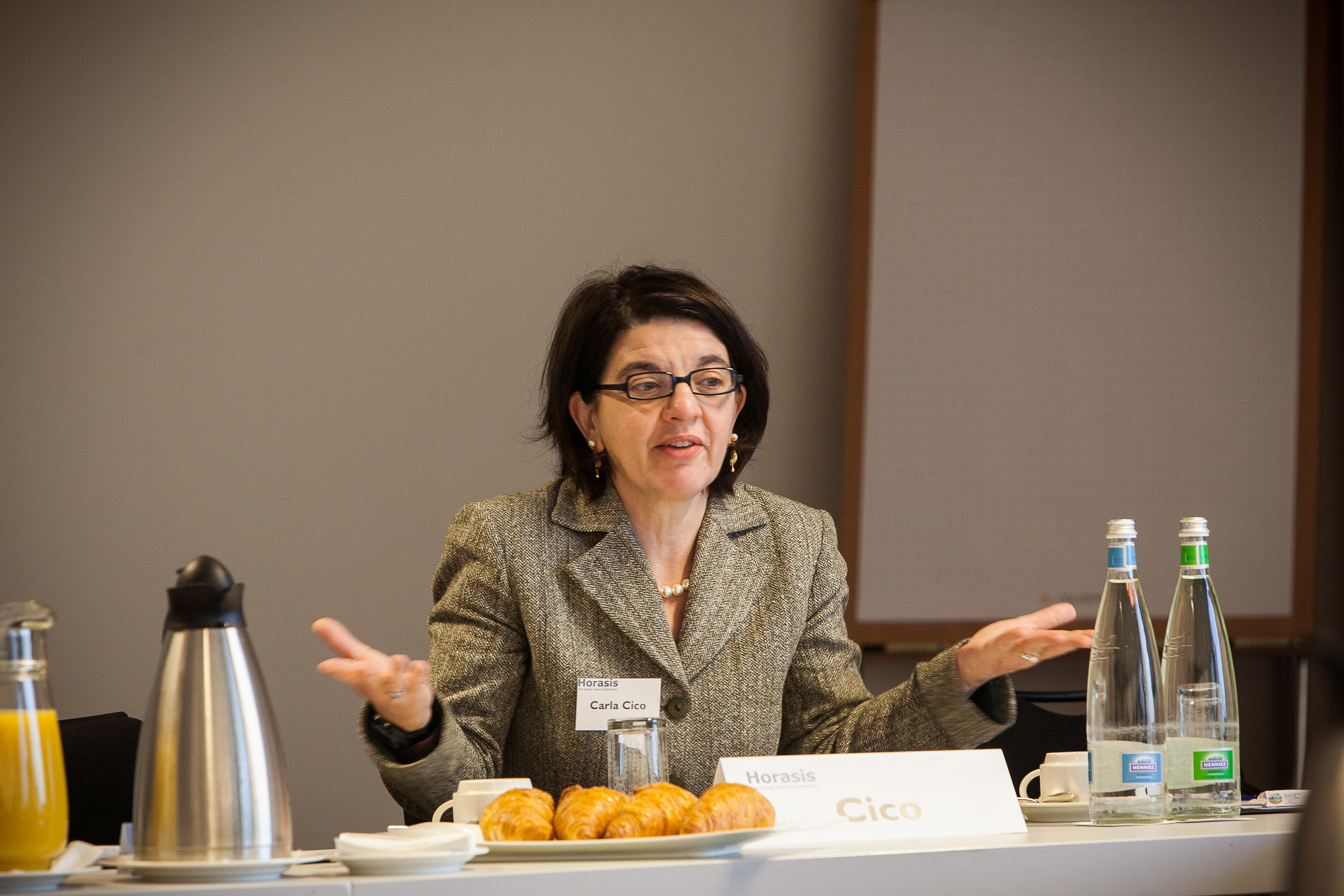
Carla Cico

Carla Cico (* 21. Februar 1961 in Verona, Italien) ist eine italienische Managerin. Sie war von 2001 bis 2005 Chief Executive Officer bei Brasil Telecom. Vom Forbes Magazine wurde sie 2004 und 2005 in die Liste der 100 mächtigsten Frauen der Welt gewählt.

## Leben
Carla Cico wurde als Tochter von Lorenzo Cico und Francesca Provera in Verona geboren. Nach ihrem Schulabschluss studierte sie in Venedig asiatische Sprachen, schwerpunktmäßig Chinesisch. Von 1987 bis 1994 arbeitete sie an diversen Projekten italienischer Telekommunikationsunternehmen in Asien. Danach kehrte sie nach Italien zurück, bis sie 2001 zur CEO von Brasil Telecom gewählt wurde.
2005 wurde ein Industriespionageskandal um die Firma Kroll Inc. aufgedeckt, in den Carla Cico verwickelt war. Sie hatte den Konkurrenten Telecom Italia ausspionieren lassen. Später sagte Cico aus, sie wollte damit gerichtsverwertbares Beweismaterial für illegale Manipulationen des italienischen Konzerns sammeln. Infolge des Skandals verlor sie ihren Posten bei Brasil Telecom und wurde durch Ricardo Knoepfelmacher ersetzt.